# Mitrophyllum grande
Mitrophyllum grande là một loài thực vật có hoa trong họ Phiên hạnh. Loài này được N.E. Br. mô tả khoa học đầu tiên.